# Bandar Dayyer
Bandar Deyr este un oraș din Iran.